# Cibacapsa gulosa
Cibacapsa gulosa är en sjöpungsart som beskrevs av Monniot 1983. Cibacapsa gulosa ingår i släktet Cibacapsa och familjen Octacnemidae.
Artens utbredningsområde är Södra Ishavet. Inga underarter finns listade i Catalogue of Life.